# Балаж, Петер (гребец)
Пе́тер Ба́лаж (венг. Balázs Péter; 3 февраля 1982, Будапешт) — венгерский гребец-каноист, выступал за сборную Венгрии во второй половине 2000-х годов. Двукратный чемпион мира, серебряный и бронзовый призёр чемпионатов Европы, победитель многих регат национального и международного значения.

## Биография
Петер Балаж родился 3 февраля 1982 года в Будапеште. Активно заниматься греблей начал с раннего детства, проходил подготовку в столичном спортивном клубе BSE-ESMA под руководством тренера Шолимара Ласло.
Первого серьёзного успеха в спринтерской гребле добился в 2006 году, когда попал в основной состав венгерской национальной сборной и побывал на взрослом европейском первенстве, прошедшем в чешском Рачице, откуда привёз награду серебряного достоинства, выигранную в зачёте четырёхместных каноэ на дистанции 200 метров. Кроме того, в этом сезоне удостоился права защищать честь страны на домашнем чемпионате мира в Сегеде, где в той же дисциплине стал бронзовым призёром.
В 2007 году Балаж взял бронзу на чемпионате Европы в испанской Понтеведре, а затем на мировом первенстве в немецком Дуйсбурге одержал победу сразу в двух дисциплинах: в четвёрках на двухстах и пятистах метрах. В следующем сезоне на первенстве континента в Милане добавил в послужной список две серебряные медали, полученные в программе четырёхместных экипажей на дистанциях 200 и 500 метров. На чемпионате Европы 2009 года в немецком Бранденбурге завоевал сребряную награду, на сей раз в четвёрках на двухстах метрах. Вскоре по окончании этих соревнований принял решение завершить карьеру профессионального спортсмена, уступив место в сборной молодым венгерским гребцам.